# Anne Cowdrey
Anne Elizabeth Cowdrey, 14e dame Herries de Terregles, baronne Cowdrey de Tonbridge (née Fitzalan-Howard ; 12 juin 1938-23 novembre 2014) est une formatrice de chevaux de course et pair britannique.

## Jeunesse et famille
Lady Herries est l'aînée des quatre filles de Bernard Fitzalan-Howard, 16e duc de Norfolk (qui est également le 13e Lord Herries de Terregles) et de son épouse, Lavinia Fitzalan-Howard, duchesse de Norfolk (l'hon Lavinia Strutt). 
Elle grandit au château d'Arundel et fait ses études à l'école du prieuré d'Arundel et au couvent du Sacré-Cœur à Woldingham (maintenant appelé Woldingham School). De 1970 à 1979, elle vit à Everingham dans le Yorkshire de l'Est, où elle est maître des Foxhounds pour le Middleton Hunt, avant de retourner dans la région d'Arundel. Elle commence à entraîner des chevaux de course à Angmering en 1983.
En 1985, Herries épouse le joueur de cricket anglais Colin Cowdrey, le couple est resté marié jusqu'à la mort de Cowdrey en 2000. Herries est décédé en 2014, à l'âge de 76 ans, d'une pneumonie.
À la mort de son père en 1975 sans fils, Lady Anne Fitzalan-Howard, en tant que fille aînée, hérite du titre d'Herries of Terregles, une seigneurie écossaise du Parlement, et devient la 14e Lady Herries of Terregles. Le duché et les autres titres du 16e duc passent à son héritier mâle, Miles Fitzalan-Howard. De 1975 jusqu'à la réforme de la Chambre des Lords en 1999, Herries est éligible pour siéger chez les Lords mais choisit de ne pas le faire. 

## Entraîneur de chevaux de course
Herries est entraîneur de chevaux de course pendant plus de trente ans dans le domaine d'Angmering Park sur les South Downs, près d' Arundel, Sussex. Le cheval le plus remarquable qu'elle ait formé est le vainqueur du Racing Post Trophy et du Prix du Jockey Club Celtic Swing, qui est couronné meilleur 2 ans européen en 1994. Elle a également du succès dans les King Edward VII Stakes, Great Voltigeur Stakes, Coronation Cup et Grand Prix de Saint-Cloud avec Sheriff's Star. Parmi ses autres chevaux notables, il y a Melody de Taufan qui remporte la Caulfield Cup en Australie avec une cote de 66-1 en 1998, tandis qu'elle remporte le Wetherby Pattern Chase, Eider Chase et Rowland Meyrick Handicap Chase avec Set Point dans les années 1970. Elle forme moins de gagnants les années suivantes, mais son record de 2014 de sept gagnants à plat est l'un de ses plus hauts depuis plusieurs saisons.